# Volta al País Basc 2007
La Volta al País Basc 2007, 47a edició de la Volta al País Basc es disputà entre 9 i el 14 d'abril de 2007. La cursa era la cinquena prova de l'UCI ProTour 2007 i fou guanyada per l'espanyol Juan José Cobo, vencedor de 2 etapes.

## Resultats de les etapes
| Etapa    | Data       | Recorregut              | Km    | Vencedor d'etapa     | Líder de la general  |
| -------- | ---------- | ----------------------- | ----- | -------------------- | -------------------- |
| 1a etapa | 9 d'abril  | Urretxu-Urretxu         | 139   | Juan José Cobo (ESP) | Juan José Cobo (ESP) |
| 2a etapa | 10 d'abril | Urretxu-Karrantza       | 191,5 | Manuel Beltrán (ESP) | Juan José Cobo (ESP) |
| 3a etapa | 11 d'abril | Karrantza-Vitòria       | 173,5 | Ángel Vicioso (ESP)  | Ángel Vicioso (ESP)  |
| 4a etapa | 12 d'abril | Vitòria-Lekunberri      | 176   | Jens Voigt (GER)     | Ángel Vicioso (ESP)  |
| 5a etapa | 13 d'abril | Lekunberri-Oiartzun     | 169   | Juan José Cobo (ESP) | Juan José Cobo (ESP) |
| 6a etapa | 14 d'abril | Oiartzun-Oiartzun (CRI) | 14,0  | Samuel Sánchez (ESP) | Juan José Cobo (ESP) |

## Classificació general
| #  | Ciclista           | Equip                | Temps       | Punts ProTour |
| -- | ------------------ | -------------------- | ----------- | ------------- |
| 1  | Juan José Cobo     | Saunier Duval-Prodir | 21h 56' 38" | 50            |
| 2  | Ángel Vicioso      | Relax-Gam            | + 37"       | -             |
| 3  | Samuel Sánchez     | Euskaltel-Euskadi    | + 1' 16"    | 35            |
| 4  | Damiano Cunego     | Lampre-Fondital      | + 2' 26"    | 30            |
| 5  | Alejandro Valverde | Caisse d'Epargne     | + 2' 42"    | 25            |
| 6  | Davide Rebellin    | Gerolsteiner         | + 2' 50"    | 20            |
| 7  | Tadej Valjavec     | Lampre-Fondital      | + 2' 57"    | 15            |
| 8  | Fränk Schleck      | Team CSC             | + 3' 13"    | 10            |
| 9  | Joaquim Rodríguez  | Caisse d'Epargne     | + 3' 21"    | 5             |
| 10 | Koldo Gil          | Saunier Duval-Prodir | + 3' 41"    | 2             |

## Etapes

### 1a etapa
| Resultat de la 1a etapa | Resultat de la 1a etapa    | Resultat de la 1a etapa | Resultat de la 1a etapa |
| #                       | Ciclista                   | Equip                   | Temps                   |
| ----------------------- | -------------------------- | ----------------------- | ----------------------- |
| 1                       | Juan José Cobo             | Saunier Duval-Prodir    | 3h 43' 05"              |
| 2                       | Constantino Zaballa        | Caisse d'Epargne        | + 10"                   |
| 3                       | Óscar Sevilla              | Relax-Gam               | + 11"                   |
| 4                       | José Angel Gómez Marchante | Saunier Duval-Prodir    | + 13"                   |
| 5                       | Tadej Valjavec             | Lampre-Fondital         | + 15"                   |

| Classificació general | Classificació general      | Classificació general | Classificació general |
| #                     | Ciclista                   | Equip                 | Temps                 |
| --------------------- | -------------------------- | --------------------- | --------------------- |
| 1                     | Juan José Cobo             | Saunier Duval-Prodir  | 3h 43' 05"            |
| 2                     | Constantino Zaballa        | Caisse d'Epargne      | + 10"                 |
| 3                     | Óscar Sevilla              | Relax-Gam             | + 11"                 |
| 4                     | José Angel Gómez Marchante | Saunier Duval-Prodir  | + 13"                 |
| 5                     | Tadej Valjavec             | Lampre-Fondital       | + 15"                 |

### 2a etapa
| Resultat de la 2a etapa | Resultat de la 2a etapa    | Resultat de la 2a etapa | Resultat de la 2a etapa |
| #                       | Ciclista                   | Equip                   | Temps                   |
| ----------------------- | -------------------------- | ----------------------- | ----------------------- |
| 1                       | Manuel Beltrán             | Liquigas                | 4h 51' 55"              |
| 2                       | José Antonio Redondo       | Astana Qazaqstan Team   | + 15"                   |
| 3                       | José Angel Gómez Marchante | Saunier Duval-Prodir    | + 19"                   |
| 4                       | Samuel Sánchez             | Euskaltel–Euskadi       | + 24"                   |
| 5                       | Koldo Gil                  | Saunier Duval-Prodir    | m. t.                   |

| Classificació general | Classificació general      | Classificació general | Classificació general |
| #                     | Ciclista                   | Equip                 | Temps                 |
| --------------------- | -------------------------- | --------------------- | --------------------- |
| 1                     | Juan José Cobo             | Saunier Duval-Prodir  | 8h 35' 26"            |
| 2                     | José Angel Gómez Marchante | Saunier Duval-Prodir  | + 6"                  |
| 3                     | Manuel Beltrán             | Liquigas              | m. t.                 |
| 4                     | Koldo Gil                  | Saunier Duval-Prodir  | + 15"                 |
| 5                     | Tadej Valjavec             | Lampre-Fondital       | m. t.                 |

### 3a etapa
| Resultat de la 3a etapa | Resultat de la 3a etapa | Resultat de la 3a etapa | Resultat de la 3a etapa |
| #                       | Ciclista                | Equip                   | Temps                   |
| ----------------------- | ----------------------- | ----------------------- | ----------------------- |
| 1                       | Ángel Vicioso           | Relax-Gam               | 4h 04' 06"              |
| 2                       | Francisco Javier Vila   | Lampre-Fondital         | m. t.                   |
| 3                       | Iker Camaño             | Saunier Duval-Prodir    | m. t.                   |
| 4                       | Hubert Dupont           | Ag2r Prévoyance         | m. t.                   |
| 5                       | Bram Tankink            | Quick Step-Innergetic   | m. t.                   |

| Classificació general | Classificació general      | Classificació general | Classificació general |
| #                     | Ciclista                   | Equip                 | Temps                 |
| --------------------- | -------------------------- | --------------------- | --------------------- |
| 1                     | Ángel Vicioso              | Relax-Gam             | 12h 39' 58"           |
| 2                     | Bram Tankink               | Quick Step-Innergetic | + 2' 00"              |
| 3                     | Juan José Cobo             | Saunier Duval-Prodir  | + 2' 14"              |
| 4                     | José Angel Gómez Marchante | Saunier Duval-Prodir  | + 2' 20"              |
| 5                     | Manuel Beltrán             | Liquigas              | m. t.                 |

### 4a etapa
| Resultat de la 4a etapa | Resultat de la 4a etapa    | Resultat de la 4a etapa | Resultat de la 4a etapa |
| #                       | Ciclista                   | Equip                   | Temps                   |
| ----------------------- | -------------------------- | ----------------------- | ----------------------- |
| 1                       | Jens Voigt                 | Team CSC                | 4h 32' 15"              |
| 2                       | José Angel Gómez Marchante | Saunier Duval-Prodir    | + 1' 39"                |
| 3                       | Alejandro Valverde         | Caisse d'Epargne        | + 1' 53"                |
| 4                       | Rinaldo Nocentini          | Ag2r Prévoyance         | m. t.                   |
| 5                       | Damiano Cunego             | Lampre-Fondital         | m. t.                   |

| Classificació general | Classificació general      | Classificació general | Classificació general |
| #                     | Ciclista                   | Equip                 | Temps                 |
| --------------------- | -------------------------- | --------------------- | --------------------- |
| 1                     | Ángel Vicioso              | Relax-Gam             | 17h 14' 26"           |
| 2                     | José Angel Gómez Marchante | Saunier Duval-Prodir  | + 1' 46"              |
| 3                     | Juan José Cobo             | Saunier Duval-Prodir  | + 1' 54"              |
| 4                     | Tadej Valjavec             | Lampre-Fondital       | + 2' 09"              |
| 5                     | Koldo Gil                  | Saunier Duval-Prodir  | m. t.                 |

### 5a etapa
| Resultat de la 5a etapa | Resultat de la 5a etapa | Resultat de la 5a etapa | Resultat de la 5a etapa |
| #                       | Ciclista                | Equip                   | Temps                   |
| ----------------------- | ----------------------- | ----------------------- | ----------------------- |
| 1                       | Juan José Cobo          | Saunier Duval-Prodir    | 4h 18' 38"              |
| 2                       | Samuel Sánchez          | Euskaltel–Euskadi       | + 1' 03"                |
| 3                       | Koldo Gil               | Saunier Duval-Prodir    | + 1' 38"                |
| 4                       | Davide Rebellin         | Gerolsteiner            | + 1' 50"                |
| 5                       | Joaquim Rodríguez       | Caisse d'Epargne        | m. t.                   |

| Classificació general | Classificació general | Classificació general | Classificació general |
| #                     | Ciclista              | Equip                 | Temps                 |
| --------------------- | --------------------- | --------------------- | --------------------- |
| 1                     | Juan José Cobo        | Saunier Duval-Prodir  | 21h 34' 58"           |
| 2                     | Ángel Vicioso         | Relax-Gam             | + 1"                  |
| 3                     | Samuel Sánchez        | Euskaltel–Euskadi     | + 1' 20"              |
| 4                     | Koldo Gil             | Saunier Duval-Prodir  | + 1' 53"              |
| 5                     | Tadej Valjavec        | Lampre-Fondital       | + 2' 05"              |

### 6a etapa
| Resultat de la 6a etapa | Resultat de la 6a etapa | Resultat de la 6a etapa | Resultat de la 6a etapa |
| #                       | Ciclista                | Equip                   | Temps                   |
| ----------------------- | ----------------------- | ----------------------- | ----------------------- |
| 1                       | Samuel Sánchez          | Euskaltel–Euskadi       | 21' 36"                 |
| 2                       | Alberto Contador        | Discovery Channel       | + 2"                    |
| 3                       | Juan José Cobo          | Saunier Duval-Prodir    | + 4"                    |
| 4                       | Damiano Cunego          | Lampre-Fondital         | + 14"                   |
| 5                       | Alejandro Valverde      | Caisse d'Epargne        | + 22"                   |

## Evolució de les classificacions
| Etapa (Vencedor)          | Classificació general | Classificació de la muntanya | Classificació per punts | Classificació per equips |
| ------------------------- | --------------------- | ---------------------------- | ----------------------- | ------------------------ |
| 0Etapa 1 (Juan José Cobo) | Juan José Cobo        | Aitor Hernández              | Vicente Ballester       | Saunier Duval-Prodir     |
| 0Etapa 2 (Manuel Beltrán) | Juan José Cobo        | Manuel Beltrán               | Vicente Ballester       | Saunier Duval-Prodir     |
| 0Etapa 3 (Ángel Vicioso)  | Ángel Vicioso         | Aitor Hernández              | Iker Flores             | Lampre-Fondital          |
| 0Etapa 4 (Jens Voigt)     | Ángel Vicioso         | Aitor Hernández              | Iker Flores             | Lampre-Fondital          |
| 0Etapa 5 (Juan José Cobo) | Juan José Cobo        | Aitor Hernández              | Iker Flores             | Saunier Duval-Prodir     |
| 0Etapa 6 (Samuel Sánchez) | Juan José Cobo        | Aitor Hernández              | Iker Flores             | Saunier Duval-Prodir     |
| 0Final                    | Juan José Cobo        | Aitor Hernández              | Iker Flores             | Saunier Duval-Prodir     |